# 真麻里都
真麻 里都（まあさ りと、5月15日 - ）は、元OSK日本歌劇団の男役スター。京都府京都市出身
。O型。

## 略歴
- 諏訪ミュージカルスクールより[3]、2004年、NewOSK日本歌劇団研修所（当時）へ入所。82期生。同期には虹架路万、白藤麗華、香月蓮など。

- 2006年、NewOSK日本歌劇団（当時）へ首席入団[1]。以来、将来のOSKを担う若手男役のホープと期待される。2010年度の序列では男役5番手まで昇進し、同年8月世界館公演『infinity・インフィニティー翼を広げてー』にて劇場公演初主演[4]。

- タップダンスを得意としており、松竹座・南座公演ほか外部イベント等でも披露している[5]。その後、自身の主演作品も数多くこなし、若手男役ホープから男役スターへと成長。2014年10月～11月は「たけふ菊人形グランドレビュー2014『愛の翼～Aras Del Amore～』」の主演[6]、2015年度～2017年度は男役3番手を務めた。

- 今後の活躍に更なる期待がかかる中、2018年4月に退団を発表。9月2日、『My Dear～♥OSKミー＆マイガール♥～』千秋楽をもって、惜しまれつつも退団。退団作は本人が「ずっと憧れていた」[2]と語るミュージカル『ME AND MY GIRL』のリメイク版。逆境に負けずエンターテイナーを目指す青年・ビリー役を熱演し、得意のタップダンスも存分に披露した。

- 退団後は、OSK日本歌劇団研修所での後進の育成や、OSK公演の振付などを担当[7]するほか、OSK OG公演にも参加している。

## 主な舞台
研修生時代
2006年
- 2月、世界館『82期卒業公演 「STEP」～飛翔'06～』

入団後
2006年
- 4月、大阪松竹座・名鉄ホール『第三回春のおどり　義経桜絵巻／ハッピーゲーム　人生は素晴らしいゲーム！』
- 8月、森ノ宮ピロティホール『華麗なるメヌエット／情熱のコンチェルト』
- 9月、大阪松竹座『レビュー秋のおどり MOVE ON !!　なにわ祭り抄 躍る道頓堀／BE ON THE ROAD』
- 10 - 11月、たけふ菊人形『秋のコンチェルト～協奏曲～』
- 12月、世界館『クリスマス・キャロル』

2007年
- 1月、世界館『桜の国よりごあいさつ』
- 1月、シアターBRAVA!『バロン～前よりもっと不思議な冒険綺譚～／ワンダーステージ～ジョイフル！ジョイフル！～』
- 2月、和歌山市民会館『華麗なるメヌエット－アマデウス伝説－／情熱のコンチェルト～協奏曲～』
- 2月、なら100年会館『Rhythm & Dance　お祭り行進曲／Rhythm＆Dance
- 4月、大阪松竹座『第四回レビュー春のおどり「桜咲く国2007・輝く未来へ」桜・舞・橋／桜ファンタジア』
- 6月、たかいし市民文化会館『お祭り行進曲／Rhythm & Dance』
- 6月、世界館『カウボーイズ ～地平線の向こうには夢がある！？～』- ジム役
- 7月、世界館『－煌く太陽、燃える太陽－ VIVA! OSK』
- 10 - 11月、たけふ菊人形『こしの都 夢と情熱と華の物語』
- 11月、京都南座『NewOSK レビュー in KYOTO　源氏千年夢絵巻 ロマンス／シャイニングOSK ベストセレクション』
- 12月、宇陀市文化会館『吉津たかし＆OSK日本歌劇団公演「KOKYO～吉津たかしふるさとへ～」』

2008年 
- 1月、世界館『エトワール ～輝ける夢を抱いて～』
- 4月、大阪松竹座『第五回レビュー春のおどり「2008・春 いま、桜咲く」　お祝い道中 ～浪花ともあれ桜花爛漫～／Dream Step!』
- 7月、京都南座『レビュー in KYOTOⅡ　輪舞曲 ロンド 薫と浮舟／ミレニアム・ドリーム』
- 10 - 11月、たけふ菊人形『越前に咲いた花～愛と幻想の物語～　光源氏～紫式部絵巻～／カレードスコープ』
- 11月、世界館『Dandy ～世界館リバイバル公演～』

2009年
- 3月、大阪松竹座『レビュー春のおどり　桜彦 翔る！ ～必ず戻る 恋と友情のために～／RUN＆RUN』
- 6月、ABCホール「Blue amber　～揺れる琥珀のように～」- サンドロ役
- 7月、京都南座『レビュー in KYOTOⅢ　さくら颱風真夏の京も桜満開／DREAMS COME TRUE!』
- 10 - 11月、たけふ菊人形『ファシネーション ～魅惑と情熱の炎～』- フェルナンデス侯爵役

2010年
- 1月、サンケイホールブリーゼ『YUKIMURA　我が心 炎の如く／Burning Heart』 - 豊臣秀頼役
- 2月、いかるがホール『聖徳太子絵巻』
- 4月、大阪松竹座『春のおどり桜彦　翔る！エピソードⅡ～黄泉へ 桜ふたたび～／JUMPING TOMORROW!』- デーモン役
- 5月、太閤園『縁あって乙女文楽～吉田光華の世界～』（ゲスト出演）
- 5月、大阪ビジネスパーク円形ホール『バンディット～霧隠才蔵外伝～』
- 7月、京都南座『レビュー in KYOTOⅣ　みやこ浪漫～RYOMA～／ダンシング・ラプソディ』
- 8月、世界館『infinity・インフィニティー翼を広げてー』 劇場公演初主演[8]
- 9月、ABCホール『総司恋歌～沖田総司の青春～』- 近藤勇役
- 10月、一心寺シアター倶楽『Dandyーダンディー』
- 12月、大阪国際交流センター『女帝を愛した男～ポチョムキンとエカテリーナ～』- キリル役

2011年
- 4月、大阪松竹座『春のおどり　～繚乱～ さくら桜サクラ／STARS LEGEND ～DANCE DANCE DANCE～』
- 5月、一心寺シアター倶楽・北國新聞赤羽ホール『Burn The Passion』
- 7月、京都南座『虹のおどり　安土ロマネスク～チョウサ ヤレヤレ チョウヤレ マッセ～／MIDSUMMER STEP ～リズム饗宴～』
- 8月、世界館『OSK Young Generation Performance 2011「Fresh Soda Balloon」』 主演[9]
- 9月、たかいし市民文化会館『シャイニング・パレード2011』
- 10 - 11月、たけふ菊人形『～戦国の絆／Passionne'～』

2012年
- 2月、なんばHatch『BLIND　～耳なし芳一より～』
- 4月、大阪松竹座『レビュー春のおどり　桜舞う九重に～浪花の春にいざ舞わん～／GLORIOUS OSK～リズム・コレクション～』 [10]
- 7月、京都南座『レビュー in Kyoto　ラブ・メルヘン シンデレラ・パリ／グラン・ジュテ ～今・私たちは跳ぶ～』
- 8月、大丸心斎橋劇場『レディレインの肖像 ～フランツその愛～』
- 10 - 11月、たけふ菊人形『盛疾風伝 大いなる武士／DIAMANTE』
- 12 - 2013年1月、オ・セイリュウ『OSK SHOW in オ・セイリュウ　～The Festival～』 主演[11]

2013年
- 4月、日生劇場・大阪松竹座『春のおどり～桜咲く国　桜絵草紙／Catch a Chance Catch a Dream』
- 5月、ABCホール『SilverRose～天使の恋人～／The Festival』 主演[12]
- 8月、京都南座『レビュー in Kyoto　Love Traveler～幻の蝶を追って～／ネクステージ～夢を叶えるSong＆Dance～』 [13]
- 9月、三越劇場・大丸心斎橋劇場『L’Arc-en-Ciel ～虹色のパリ～／Dispersion ～煌めきの瞬間～』[14]

2014年
- 2 - 3・6月、大丸心斎橋劇場・近鉄アート館『カルディアの鷹』 [15]
- 5月、大阪松竹座『レビュー春のおどり　桜花抄／Au Soleil ～太陽に向かって』[16]
- 8月、新橋演舞場『レビュー夏のおどり　桜花抄／Au Soleil ～太陽に向かって』 [17]
- 10 - 11月、たけふ菊人形『たけふ菊人形グランドレビュー2014「愛の翼～Aras Del Amore～」』 主演[6]

2015年
- 2月、近鉄アート館『Crystal passion～情熱の結晶～』[18]
- 4月、大阪ドーンセンター『狸御殿 ―HARU RANMAN―』 主演[19][20]
- 6月、大阪松竹座『レビュー春のおどり　浪花今昔門出賑／Stormy Weather』
- 7月、上樵木町ボウデパール・セントラファエロ教会『OSK Revue Cafe』 主演[21]
- 8 - 9月、先斗町歌舞練場・三越劇場『Crystal passion～情熱の結晶～　若さま隠密道中～若狭之介参上～／I’ve got Jazz』[22]
- 11月、京都南座『OSKレビュー in Kyoto　浪花今昔門出賑／Stormy Weather』[23]

2016年
- 1・2月、ナレッジシアター・銀座博品館劇場『カンタレラ2016 ～愛と裏切りの毒薬～』[24]
- 3月、大阪ビジネスパーク円形ホール『狸御殿 ―HARU RANMAN―  狸吉郎勝舞編』 主演[25]
- 5月、大阪松竹座『レビュー春のおどり　花の夢 恋は満開／Take the beat!』[26]
- 6月、セントラファエロ教会『PRECIOUS STONES in OSK Revue　Blood Ruby』 主演
- 7月、新橋演舞場『レビュー夏のおどり　花の夢 恋は満開／Take the beat!』
- 8・9月、近鉄アート館・三越劇場『CRYSTAL PASSION 2016 ～情熱の結晶～　Higher ～空へ～／BLACK AND GOLD』 主演[5]
- 11・12月、近鉄アート館『ROMEO&JULIET』[注釈 1]

2017年
- 1 - 2月、レストランローズガーデン『OSK Revue Cafe　HAPPINESS』 主演[27]
- 4月、近鉄アート館『Precious Stones　●LAPIS LAZULI ～ラピスラズリ～●』 主演[28]
- 6月、大阪松竹座『レビュー春のおどり　桜鏡 ～夢幻義経譚～／Brilliant Wave ～100年への鼓動～ 』
- 8月、セントラファエロ教会『OSK Revue Cafe「Fantasia Doll」』 主演[29]
- 8月、新橋演舞場『レビュー夏のおどり　桜鏡 ～夢幻義経譚～／Brilliant Wave ～100年への鼓動～ 』
- 10月、YES-Theater『JAZZY ～DANCE AND THE BEAT～』[30]
- 12月、KOBELCO 真岡いちごホール『JAZZY ～DANCE AND THE BEAT～』

2018年
- 1 - 2月、DAIHATSU MOVE 道頓堀角座『PRECIOUS STONES　Everlasting』 主演[31]
- 3月、大丸心斎橋劇場『巴里のアメリカ人』[32]
- 5月、大阪松竹座『レビュー春のおどり　桜ごよみ 夢草紙／One Step to Tomorrow!』
- 7月、新橋演舞場『レビュー夏のおどり　桜ごよみ 夢草紙／One Step to Tomorrow!』
- 8月、近鉄アート館『My Dear～OSK ミー＆マイガール ～』 主演＊退団公演[33]

### 出演イベント
- 2007年4月、とんぼりリバーウォーク『とんぼり桜まつり』
- 2007年5月、野崎観音『のざきまいり（イベント出演・ミニレビューショー）』
- 2007年5月、夢ステージin布施『東大阪市民「ふれあいまつり」』
- 2008年6月、ルシアスステージ『アポロ＆ルシアス ＯＳＫ日本歌劇団 レビューショー』
- 2009年1月、今宮戎神社『宝恵駕行列』
- 2009年4月、宝積寺『大厄除追儺式』
- 2009年5月、インテックス大阪『食博覧会・大阪（ステージ）』
- 2010年4月、宝積寺『大厄除追儺式』
- 2010年11月、ルシアスステージ 『ミニステージ＆クリスマスツリー点灯式』
- 2011年12月、京都東急ホテル『ディナーショー「ESTRELLAS」』
- 2012年1月、いかるがホール『桜花昇ぼるオンステージ「Song for you 2012」』
- 2012年4月、大阪松竹座『創立90周年感謝の夕べ ～夢の絆～』
- 2012年5月、オ・セイリュウ『ディナーショー「ONE NIGHT!」』
- 2012年9月、ROCK TOWN『Blue Panthers, the Final －Moment of Repose－』
- 2013年12月、オ・セイリュウ『高世麻央Xmas Dinner Show』
- 2014年12月、ラグナヴェールOSAKA『CHRISTMAS PREMIUM SHOW』
- 2017年3月、BOAT RACE びわこ『ミニレビューショー』 主演
- 2017年4月、インテックス大阪会場内UTAGE館『’17食博覧会・大阪』 主演 [注釈 2]
- 2017年6月、神戸三宮シアター・エートー『玉岡かおる スペシャルトーク ～アイラブOSK日本歌劇団～』（ゲスト出演）
- 2017年11月、御堂筋オータムパーティ2017「御堂筋ランウェイ」』

## OSK日本歌劇団退団後の主な活動

### 舞台
- 2023年10月、道頓堀ZAZA HOUSE『恋川純弥&OSK日本歌劇団OG「neo tradition」豪華絢爛レビュー絵巻』 [注釈 3][34]
- 2024年5月、大阪松竹座『OSK日本歌劇団 OG公演「Eternal Glory」』[35]

### ライブ
- 2024年2月、『neo tradition2 in ベロニカ』
- 2024年10月、BERONICA × Revue『neo The show Time with Hikaru Birthday live』[36]